# Землетрясение на Южно-Тихоокеанском поднятии (2010)
Землетрясение магнитудой 6,4 произошло 30 октября 2010 года в 15:18:33 (UTC) в районе Южно-Тихоокеанского поднятия, в 2745,7 км к востоку-юго-востоку от Ваитанги (острова Чатем). Гипоцентр землетрясения располагался на глубине 10,0 км.
В результате землетрясения сообщений о жертвах и разрушениях не поступало.
Геологическая служба США рассчитывает для каждого зарегистрированного землетрясения коэффициент значительности, который зависит от магнитуды землетрясения, количества отзывов очевидцев (англ. Did You Feel It), и уровня опасности (красный/оранжевый/жёлтый/зелёный), рассчитываемого системой мониторинга землетрясений PAGER (англ. Prompt Assessment of Global Earthquakes for Response). Любое землетрясение с коэффициентом значительности > 600 считается значительным с точки зрения Геологической службы США и включается в перечень значительных землетрясений. Землетрясение на Южно-Тихоокеанском поднятии получило коэффициент значительности 630 и вошло в перечень крупнейших землетрясений 2010 года.

## Тектонические условия региона
Южно-Тихоокеанское поднятие (Южно-Тихоокеанский хребет) — подводный срединно-океанический хребет в южной части Тихого океана. Является восточным продолжением Австрало-Антарктического подводного поднятия. Простирается с юго-запада на северо-восток. Длина 4100 км. Глубина подошвы 4500 м. Преобладающие глубины над гребнем 2500—3000 м, наименьшая — 878 м. В районе 135° з. д. отделяется разломом Элтанин от Восточно-Тихоокеанского поднятия. Отличается от срединных хребтов бо́льшей шириной (до 750 км), меньшей расчленённостью и меньшей выраженностью рифтовой зоны. В морфологии и структуре Южно-Тихоокеанского поднятия большую роль играют зоны сквозных секущих разломов; связанные с ними грабены (ущелья) рассекают хребет на отдельные сегменты и обеспечивают свободное проникновение с юга холодных донных вод в котловины, лежащие севернее.